# 니오 EC6
니오 EC6(영어: NIO EC6)는 니오에서 2020년부터 생산 중인 SUV이다.

## 세부정보

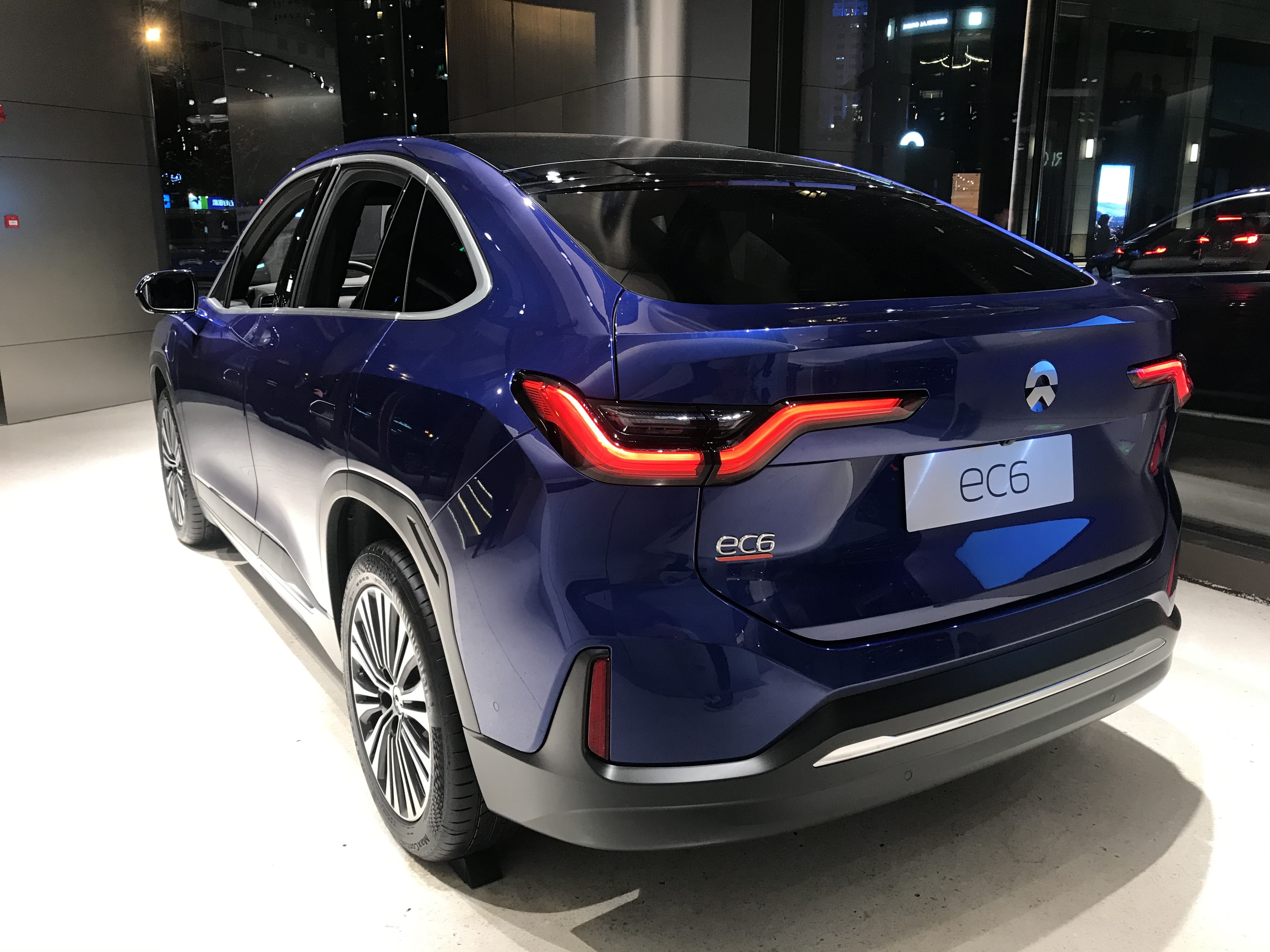

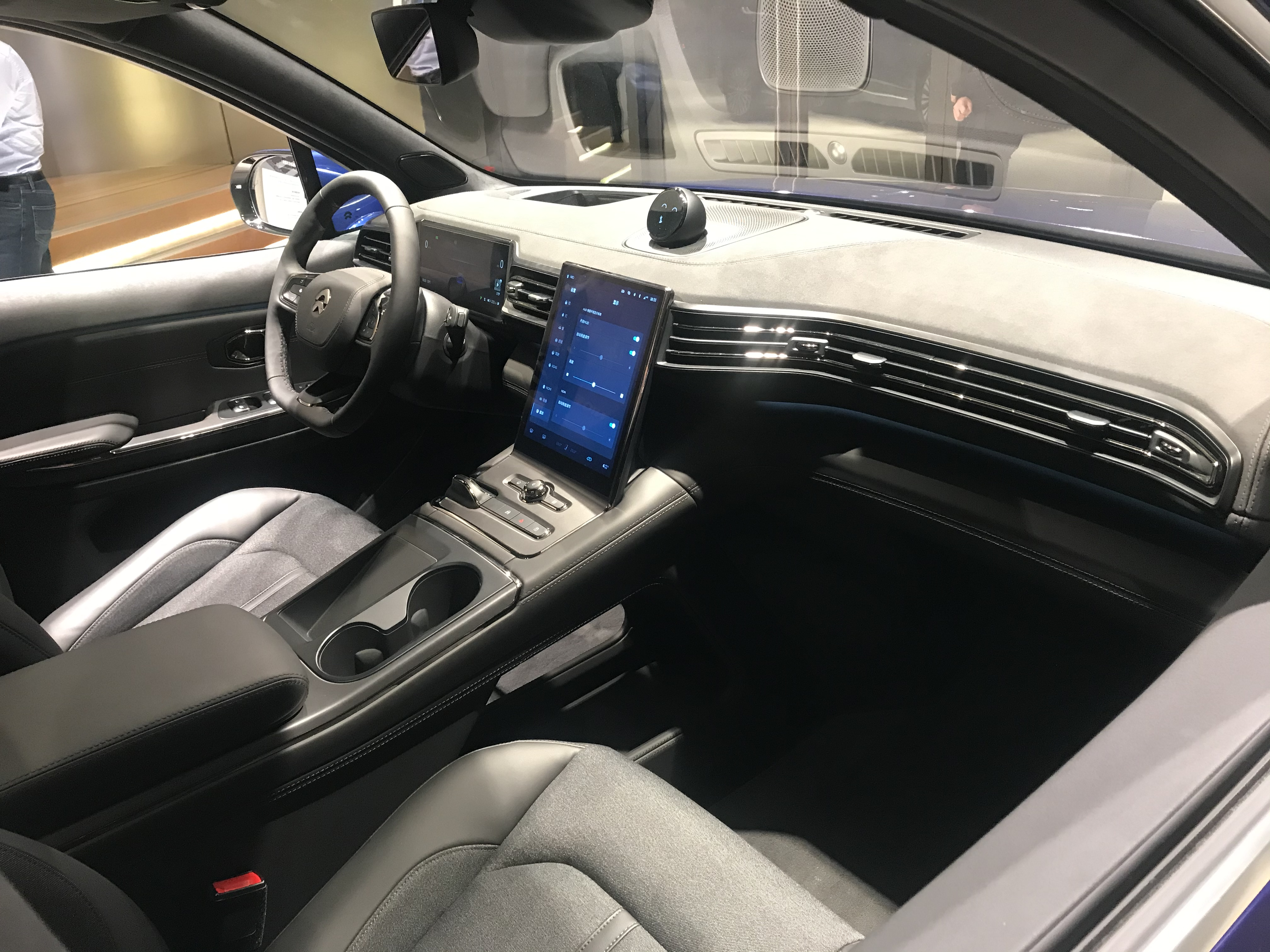

EC6는 5도어, 5인승 크로스 오버 SUV로 지붕의 뒤쪽이 기울어져 있다. 이 차량은 ES6에 대응하는 "크로스 오버 쿠페"이다. 현재 ES6에서 사용 가능한 것보다 큰 100kWh 배터리 옵션이 제공될 예정이다.